# Лісне (Сафоновський район)
Лісне (рос. Лесное) — присілок Сафоновського району Смоленської області Росії. Входить до складу Вадінського сільського поселення.
Населення — 233 особи (2007 рік). 